# Tatiana Basilio
Tatiana Basilio (Milano, 11 febbraio 1975) è una politica italiana.

## Biografia
Diplomata in lingue straniere, nel giugno 2018 promuove la costituzione del Centro Studi Laran che opera nell'ambito di difesa, sicurezza ed energia, dove ricopre l'incarico di Presidente.
Nel 2020 promuove la costituzione di Laran Business srl, di cui è membro del Consiglio di Amministrazione e Direttore delle Relazioni Istituzionali.

## Attività politica
Attivista del Movimento 5 Stelle dal 2010 nel comune di Gussago, contribuisce all'elezione di un consigliere comunale del Movimento 5 Stelle alle elezioni del 2011.
Grazie al meccanismo pubblicato sul blog di Beppe Grillo, si candida alle "elezioni Parlamentarie" per la scelta dei candidati alle politiche del febbraio 2013, arrivando terza nella lista per il Movimento 5 Stelle nella circoscrizione Lombardia 2.

### Elezione a deputata
Alle elezioni politiche del 2013 viene eletta deputata della XVII legislatura della Repubblica Italiana nella circoscrizione IV Lombardia per il Movimento 5 Stelle.
Candidata anche nel 2018, non viene rieletta.

### Attività parlamentare nella XVII Legislatura
Viene indicata dal gruppo parlamentare del Movimento 5 Stelle come membro della Commissione Difesa e successivamente ne viene nominata Capogruppo.
Promuove, nel periodo in cui è membro del Movimento 5 Stelle, diversi provvedimenti di legge e atti di indirizzo.

### Dopo l'attività parlamentare
Tatiana Basilio è fondatrice di Laran, società del settore difesa che fa parte del consorzio Aiad, i produttori dei sistemi d’arma, un consorzio guidato da Guido Crosetto prima della nomina a ministro della Difesa del governo Meloni. Laran è fondata da due ex deputati 5 Stelle, Massimo Artini oltre Tatiana Basilio. Tra i soci ci sono altri parlamentari del passato come Luca Carabetta, Gianluca Rizzo, Roberto Rossini, Luca Frusone, Filippo Gallinella (erano tutti nelle commissioni Difesa) e il già sindaco di Parma Federico Pizzarotti.